# Малява

Малява — река в России, протекает в Кесовогорском и Сонковском районах Тверской области. Устье реки находится в 108 км по правому берегу реки Корожечны. Длина реки составляет 31 км, площадь водосборного бассейна — 125 км².

## Данные водного реестра
По данным государственного водного реестра России относится к Верхневолжскому бассейновому округу, водохозяйственный участок реки — Волга от Угличского гидроузла до начала Рыбинского водохранилища, речной подбассейн реки — бассейны притоков (Верхней) Волги до Рыбинского водохранилища. Речной бассейн реки — (Верхняя) Волга до Куйбышевского водохранилища (без бассейна Оки).
По данным геоинформационной системы водохозяйственного районирования территории РФ, подготовленной Федеральным агентством водных ресурсов:
- Код водного объекта в государственном водном реестре — 08010100912110000004437
- Код по гидрологической изученности (ГИ) — 110000443
- Код бассейна — 08.01.01.009
- Номер тома по ГИ — 10
- Выпуск по ГИ — 0

### Притоки (км от устья)
- 1,4 км: река Ильма (лв)